# Ramon Oller i Martínez
Ramon Oller i Martínez (Esparreguera, Baix Llobregat 1962) és un coreògraf i director escènic català.
Després de participar en representacions de la Passió d'Esparreguera estudià art dramàtic a l'Institut del Teatre a Barcelona, ampliant posteriorment els seus estudis en dansa clàssica a Londres i París.
L'any 1994 fou guardonat amb el Premi Nacional de Dansa concedit pel Ministeri de Cultura d'Espanya i el 1996 amb el Premi Nacional de Dansa concedit per la Generalitat de Catalunya. Així mateix la seva obra Romy & July fou guardonada l'any 1998 amb el Premi Ciutat de Barcelona de les Arts Escèniques.
Interessat no només en la dansa clàssica també ha treballat en coreografies pel teatre, la sarsuela, el musical, l'òpera i el ballet. L'any 1984 debutà com a coreògraf amb la seva obra Dos dies i mig, l'execl·lent rebuda de la qual li permeté crear l'any següent la companyia Metros. Coordinador artístic del Centro Andaluz de Danza des de l'any 1996, ha realitzat coreografies per la Compañía Nacional de Danza, Ballet Nacional de España, Ballet Cristina Hoyos, IT Dansa, Dagoll Dagom, Gran Teatre del Liceu, Centro Dramático Nacional, Teatro de la Zarzuela, Festival Internacional de Música de Peralada i el Teatre Lliure, així com el Ballet Nacional de Paraguay, Ballet Hispánico de Nueva York, Good Speed Opera House (EUA), Ballet de l'Òpera d'Essen (Alemanya) i Introdans (Països Baixos), entre d'altres. En l'actualitat és professor de composició de l'Institut del Teatre de Barcelona dins dels estudis de grau superior de dansa contemporània.
El 1993 i 1997 va ser guardonat amb el de la Asociación de Directores de Escena en España i el 2003, el premi de les Arts Escèniques de la Generalitat Valenciana.

## Coreografies (selecció)[2]
- La fille mal gardée (1997)
- Sols a Soles (1997)
- Romy & July (1998)